# سوپ‌ویت اشتروتر
سوپ‌ویت اشتروتر (به انگلیسی: Sopwith_1½_Strutter) یک هواگرد از نوع هواپیمای دوباله general purpose aircraft ساخت شرکت Sopwith Aviation Company است. هواگرد سوپ‌ویت اشتروتر نخستین پروازش را در دسامبر ۱۹۱۵ میلادی انجام داد. این هواگرد در سال آوریل ۱۹۱۶ میلادی رسماً معرفی گردید. در مجموع، تعداد 4,500 فروند از این هواگرد ساخته شده‌است.